# Богуславщина
Богусла́вщина — урочище, поселення у Шевченківському і Подільському районах міста Києва. Є улоговиною на Кирилівських висотах. Простягається вздовж Богуславського узвозу. Прилягає до місцевостей Плоске, Татарка і Юрковиця.
Поселення Богуславщина засноване у середині XIX століття, але невдовзі злилося із Подолом. Назва ймовірно походить від Іоано-Богословського монастиря, що існував у цій місцині.
Тепер тут лісопарк і лікувальний заклад. Крім Богуславського узвозу, існував також Богуславський провулок у місцевості Плоске (пролягав від Кирилівської вулиці до гори Юрковиці).